# 看电视
看电视为由姜昆、李文华所表演的一段相声，所讲述的是讽刺当时电视机的质量问题，因为相声中姜昆买的电视机质量不好，所以图像不正常，闹出许多笑料。

## 相关
- 相声
- 姜昆
- 李文华